# Erwin Schauenstein
Erwin Schauenstein (* 22. Juni 1918 in Graz; † 1999 in Graz) war ein österreichischer Biochemiker und Universitätsprofessor.

## Leben
Erwin Schauenstein war der Sohn von Walther Schauenstein. Er studierte in Graz an der Karl-Franzens-Universität Graz, promovierte in physikalischer Chemie im Jahr 1940 bei Professor Max Pestemer und habilitierte 1949. Sein spezielles Interesse galt der UV-Spektroskopie. Im Jahr 1963 wurde er außerordentlicher Universitätsprofessor, 1967 ordentlicher Professor. Er war Gründungsdirektor des neuen Instituts für Biochemie an der Karl-Franzens-Universität Graz.
In seinen weiteren Forschungsarbeiten wandte er sich der Autoxidation ungesättigter Fettsäuren in Stoffwechselprozessen zu. Einer seiner Schüler war Hermann Esterbauer.
Er war verheiratet und hatte einen Sohn Konrad und eine Tochter Konstanze.

## Werke (Auswahl)
- Schauenstein, Erwin; Bontempo, Sibilla: "Zur Kenntnis des Härtungsprozesses von Phenol-Formaldehyd-Harzen." Berichte der deutschen chemischen Gesellschaft 76 (1943), S. 75–80
- Schauenstein, Erwin; Bürgermeister, Eduard: "Über die Ultraviolettabsorption zweier Dibenzperylene und ihrer Chinone" (Untersuchungen über Perylen und seine Derivate, LVI. Mitteilung), Berichte der deutschen chemischen Gesellschaft 76 (1943), S. 205–210
- Erwin Schauenstein: "Über die Ultraviolettabsorption von Benzoin und einer Benzoin-Formaldehydverbindung (Unter experimenteller Mitarbeit von Margret Stampfer)." in: Berichte der deutschen chemischen Gesellschaft (A and B Series), Band 77, Heft 1, Seiten 19–22, 25. Februar 1944
- Esterbauer, Hermann; Schauenstein, Erwin: "Zur Bildung isomerer Trihydroxy-octadecensäuren bei der enzymatischen Oxydation von Linolsäure durch Gerstenmehl." Monatshefte für Chemie 108 (1977), S. 963–972
- E. Schauenstein; H. Esterbauer; H. Zollner: Aldehydes in biological systems: their natural occurence and biological activities. Übersetzt von P. H. Gore. London 1977, ISBN 0-85086-059-8